# Kościół św. Antoniego Padewskiego w Kawkach
Kościół świętego Antoniego Padewskiego w Kawkach – rzymskokatolicki kościół filialny należący do parafii św. Jana Chrzciciela w Nieżywięciu (dekanat Jabłonowo Pomorskie diecezji toruńskiej).
Jest to dawny zbór ewangelicki wzniesiony w 1857 roku (od 1945 roku należy do katolików), w stylu neogotyckim, murowany z cegły. W ołtarzu bocznym znajduje się Pokłon Pasterzy, obraz w stylu barokowym, namalowany w 2. połowie XVII wieku.
Świątynia pełni funkcję kościoła filialnego od 1947 roku, kiedy to biskup chełmiński Kazimierz Kowalski wydał w tej sprawie dekret.